# Leányfalu
Leányfalu är en ort i Ungern.   Den ligger i provinsen Pest, i den nordvästra delen av landet, 25 km norr om huvudstaden Budapest. Leányfalu ligger 123 meter över havet och antalet invånare är 2 534.
Terrängen runt Leányfalu är platt österut, men västerut är den kuperad. Runt Leányfalu är det tätbefolkat, med 881 invånare per kvadratkilometer. Närmaste större samhälle är Budapest III. kerület, 19,8 km söder om Leányfalu. Trakten runt Leányfalu består till största delen av jordbruksmark.